# Edward Stevenson (Kostümbildner)
Edward „Eddie“ Manson Stevenson (* 13. Mai 1906 in Pocatello, Idaho; † 2. Dezember 1968 in Los Angeles, Kalifornien) war ein US-amerikanischer Kostümbildner, der 1961 einen Oscar für das beste Kostümdesign erhielt.

## Leben
Stevenson, einziger Sohn eines Superintendenten der Zweigstelle des Eisenbahnunternehmens Oregon Shortline Railroad in Idaho, besuchte zunächst die St. Joseph School und die Pocatello High School in seiner Geburtsstadt, ehe er wegen eines Lungenleidens nach Kalifornien verzog und dort bis 1922 die Hollywood High School besuchte. Noch während seiner Schulzeit lernte er durch eine Nachbarin, die eine Cousine des Hollywood-Stars Gloria Swanson war, den damals bekannten Modedesigner und Kostümbildner André–Ani kennen und begann danach für diesen zu arbeiten. Zunächst arbeitete er als Skizzenzeichner für die Filmproduktionsgesellschaft Norma Talmadge Productions, ehe er 1925 Assistent André–Anis bei Metro-Goldwyn-Mayer und entwarf dort Kostüme für Schauspielerinnen wie Greta Garbo, Janet Gaynor und Alma Rubens.
Nach Vermittlung durch die Schauspielerin Louise Fazenda wechselte er als Leiter der Kostümbildnerabteilung zur Produktionsgesellschaft First National, ehe diese im September 1928 mit Warner Bros. fusionierte. Nach seinem dortigen Ausscheiden arbeitete er in den folgenden Jahren für verschiedene Produktionsgesellschaften wie Hal-Roach-Studios sowie Columbia Pictures und gründete daneben Anfang der 1930er Jahre sein eigenes Modeunternehmen Blakely House, das sich auf die Herstellung von Alltagskleidung spezialisierte. 1935 wurde er Assistent von Bernard Newman, des Chef-Kostümbildners von RKO Pictures, dem er zwischen 1936 und 1950 als Leiter der Kostümbildnerabteilung folgte. Anschließend war er wiederum für verschiedene Filmproduktionsgesellschaften tätig.
Bei der 1952 war er gleich zweimal für den Oscar für das beste Kostümdesign nominiert: Zum einen mit Charles Le Maire für den Farbfilm David und Bathseba (1951) von Henry King mit Gregory Peck, Susan Hayward und Raymond Massey in den Hauptrollen, zum anderen mit Margaret Furse für den Schwarzweißfilm Der Dreckspatz und die Königin (1950) von Jean Negulesco mit den Hauptdarstellern Irene Dunne, Alec Guinness und Andrew Ray.
Ab Mitte der 1950er Jahre wurde Stevenson exklusiver Kostümbildner für Lucille Ball und deren Fernsehshow I Love Lucy (1955 bis 1957) und The Lucy-Desi Comedy Hour (1957 bis 1960).
1961 gewann er mit der Kostümbildner-Legende Edith Head einen Oscar für das beste Kostümdesign in dem Schwarzweißfilm So eine Affäre (The Facts of Life, 1960) von Melvin Frank mit Lucille Ball, Bob Hope und Ruth Hussey in den Hauptrollen.
Danach war Stevenson wiederum Kostümbildner von Lucille Ball bei den Fernsehshows The Lucy Show (1962 bis 1968) sowie Here’s Lucy (1968). Im Laufe seiner 45-jährigen Laufbahn in der Filmwirtschaft Hollywoods wirkte er bei Kostümausstattung von über 200 Filmen und Fernsehsendungen mit.

## Filmografie (Auswahl)
- 1924: The White Moth
- 1929: Die Insel der verlorenen Schiffe (The Isle of Lost Ships)
- 1929: Paris
- 1930: Der Flüchtling (The Lash)
- 1930: Sweethearts and Wives
- 1931: Side Show
- 1931: The Finger Points
- 1931: Compromised
- 1936: Make Way For a Lady
- 1937: There Goes My Girl
- 1937: She’s Got Everything
- 1938: The Mad Miss Manton
- 1939: Nurse Edith Cavell
- 1939: Nur dem Namen nach (In Name Only)
- 1940: You’ll Find Out
- 1940: Dance, Girl, Dance
- 1941: Verdacht
- 1941: Citizen Kane
- 1943: Behind the Rising Sun
- 1943: Higher and Higher
- 1943: Harte Burschen – steile Zähne (A Lady Takes a Chance)
- 1944: Mit Büchse und Lasso (Tall in the Saddle)
- 1944: Action in Arabia
- 1944: Step Lively
- 1945: Mit den Augen der Liebe (The Enchanted Cottage)
- 1945: What a Blonde
- 1946: Sinfonie in Swing (Do You Love Me)
- 1946: Morgen und alle Tage (From This Day Forward)
- 1946: Ist das Leben nicht schön?
- 1947: They Won’t Believe Me
- 1948: Nacht in der Prärie (Blood on the Moon)
- 1949: Easy Living
- 1950: Der geheimnisvolle Ehemann (The Jackpot)
- 1950: Vorposten in Wildwest (Two Flags West)
- 1950: Glücksspiel des Lebens (Walk Softly, Stranger)
- 1950: Stella
- 1951: Vergeltung am Teufelssee (The secret of Convict Lake)
- 1952: Die Söhne der drei Musketiere (At Sword's Point)
- 1952: Der rote Reiter (Pony Soldier)
- 1952: Gesetz der Peitsche (Kangaroo)
- 1953: Feuerkopf von Wyoming (The Redhead from Wyoming)
- 1955: I Love Lucy (Fernsehserie)
- 1960: So eine Affäre (The Facts of Life)
- 1966: Lucy in London (Fernsehfilm)
- 1968: Here’s Lucy (Fernsehserie)

## Auszeichnungen
- 1961: Oscar für das beste Kostümdesign in einem Schwarzweißfilm